# Piaseczyński
Piaseczyński là một huyện thuộc tỉnh Mazowieckie của Ba Lan. Huyện có diện tích 621 km². Đến ngày 1 tháng 1 năm 2011, dân số của huyện là 161160 người và mật độ 260 người/km².